# Jacinto Callero
Jacinto Aníbal Callero (Canelones, 13 febbraio 1945) è un ex calciatore uruguaiano, di ruolo portiere.

## Carriera

### Club
Giocò tutta la carriera nel campionato uruguaiano.

### Nazionale
Con la maglia della Nazionale fu protagonista nel Campeonato sudamericano del 1967, che annovera nel proprio palmarès.

## Palmarès

### Nazionale
- Campeonato Sudamericano de Football: 1

Uruguay 1967